# Acheilognathus longipinnis
Acheilognathus longipinnis és una espècie de peix cipriniforme de la família dels ciprínids que es troba al Japó.
Els mascles poden assolir els 8 cm de longitud total.